# ミライアカリ
ミライアカリは、日本のバーチャルYouTuber。2017年から2023年までYouTubeをメインに活動していた。2020年よりバンダイナムコミュージックライブ運営のレーベル「GOOM STUDIO」に所属。持ち前の明るいキャラクターを武器に、バーチャルからリアルへ笑顔を届けている。その活動領域は動画コンテンツ内に留まらず、歌やダンスでのイベント出演や、タレントとしてTVや企業CMにも多数出演。記憶喪失で過去のことは不明。誕生日は11月21日。
本項目ではプロデューサー及びスタッフであるエイレーン、ピロリンマン及び別人格であるココロヤミについても記述する。

## 概要
キズナアイ、輝夜月、電脳少女シロ、バーチャルのじゃロリ狐娘Youtuberおじさんらと並んで「バーチャルYoutuber四天王」とされる。
金髪のサイドテールに蝶形の青いリボンがチャームポイント。胸元には青いコサージュと黒い紐リボンがつけられている。2020年に新曲『Fly to NEWWORLD』の公開と同時に衣装が大きくリニューアルされ、自身をNewミライアカリと称している。旧衣装の公式イラストレーターは初音ミクをデザインしたKEI、現衣装はMONQである。
好きなことは「歌ったり踊ったりゲームしたり!YouTubeを見たり調べごとをするのが好き!」とのことだが、記憶喪失であるため、得意なことや不得意なこと等は「わからない」という。
動画冒頭で片手を頭にかざし、「ハロー！ミライアカリだよ（ﾋﾟﾛﾘﾝ♪）」と元気に言うのが定番の挨拶。
コミュニケーション能力が非常に高く、VRChatにて英語が苦手ながらも外国人と積極的に交流している様子や、斎藤さんにて相手の勘違いにもめげない様子が見られる。
スリーサイズは初代衣装がB90・W55・H86、2代目衣装がB93・W55・H86、3代目衣装（現時点での最新衣装）は未公開。身長は165cm、体重はハンバーガー460個分。
「エゴサーの姫」と呼ばれる。ファンの総称は「ミライ部」。
2020年9月30日に新レーベル・GOOM STUDIO（グームスタジオ）所属のアーティスト第1弾として活動していくことを発表。
2018年11月21日にキズナアイ、輝夜月により誕生日が決定。
本人はこのことを一切知らず、誕生日が決まった瞬間は焼き肉を食べていた。
2023年3月31日、「運営との間の価値観のズレ」が原因でバーチャルYouTuberの活動を引退し、GOOM STUDIOの運営を終了する。

## 経歴
2017年
- 6月27日、エイレーン（後述）が新企画の立ち上げを発表。6000万円の借金をしたこと、仕事をしてくれる人を募集していることを発表。
- 8月20日、新企画発表の動画を投稿。名前を「Mirai Akari Project」に変更することなどを発表。
- 10月24日、9月中に始めると言っていた企画が始まっていないことを謝罪。また翌日にトレーラーをアップすることを発表。公式イラストレーターがKEIであることなどを発表。
- 10月25日、トレーラーを発表。
- 10月27日、自己紹介動画『【自己紹介】ねぇ…聞いて欲しいの…【MiraiAkariProject#001】』をアップロード。

2018年
- 5月26日、ねんどろいどの発売が決定。

2019年
- 12月31日、ENTUMの活動終了を機に、以降はフリーランスで活動を継続することを発表。

2020年
- 2月20日、首を痛めドクターストップがかかったことにより、YouTubeでの動画投稿を休止することを発表。
- 4月2日、新型コロナウイルス感染症の影響により活動再開の見送りを発表。
- 6月15日、YouTubeでの動画投稿を再開。
- 9月30日、GOOM STUDIO所属を発表。
- 10月3日、新衣装、新キービジュアルを発表。

2022年
- 9月1日、ミライアカリ5周年記念ライブ「Mi:LIVE 2022 -MIRAI AKARI 5th ANNIVERSARY- バラエティ盛り盛りドッカン祭り！！！！！」の開催が決定。
- 10月7日、初の地上波レギュラー番組「アニメノウタ」放送開始。
- 10月27日、ミライアカリ活動5周年を迎える。

2023年
- 1月27日、アニメノウタのMCを交代することを発表。
- 3月24日、同月31日をもってVTuber活動を引退することを発表。
- 3月31日、活動を引退。同時にGOOM STUDIOの運営も終了。

## 出演

### テレビ・ラジオ番組
2018年
- eスポーツ 最強は俺たちだ!〜“サッカー日本代表”への道〜（11月11日、NHK BS1、リポーター出演）
- ＃神プ研 〜ゲーム神プレイ研究会〜（11月16日、ABCテレビ）

2019年
- NHKバーチャルのど自慢（1月2日、NHK総合）
- ミュ〜コミ+プラス（2月7日、ニッポン放送）
- マツコ会議（2月9日、日本テレビ）
- 超人女子戦士 ガリベンガーVスペシャル（4月6日、テレビ朝日系列、第1部に出演）

2020年
- 中島由貴とミライアカリの女子会ですが（10月17日 - 、BS日テレ、月1回。初の冠番組）

2022年
- 　アニメノウタ（10月7日 - 、TOKYO MX、毎週金曜日。初の地上波レギュラー番組）

### テレビアニメ
- バーチャルさんはみている（2019年1月9日 - 3月27日）[36]

### インターネット番組
2018年
- バーチャルYouTuber人狼（5月5日、ニコニコ生放送）
- 謎の新プロジェクト『TORIKAGO』情報解禁特番（5月31日、ニコニコ生放送）
- マツダ・ヤマダVチューバー?デビュー特番（6月22日、ニコニコ生放送）
- 西川学園高等学校、略してN高!（6月27日、ニコニコ生放送）
- Vaんぐみ「あっくんの屍を越えて行け」の巻（9月1日、YouTube）
- 遂に予約解禁!『キャサリン・フルボディ』完成プレミア 愛と感動の修羅場4時間ぶっ続けSP!!（9月15日、ニコニコ生放送）
- 小林幸子×ミライアカリ バーチャルキャストスペシャル（9月26日、ニコニコ生放送）
- ドワンゴアニメ会議（仮）（12月18日、ニコニコ生放送）
- バーチャル大晦日2018〜みんなで年越しブイッとね!〜（12月31日、ニコニコ生放送）

2019年
- 平成最後のバーチャル新年会 powered by バーチャルキャスト（1月20日、ニコニコ生放送）
- THE MOON STUDIO presents 「LUNA TV」（2月14日（第5回放送）、ニコニコ生放送）
- 1周年!ヒメヒナ大感謝祭2019（3月19日、YouTube・ニコニコ生放送）
- クリスタル オブ リユニオン クリユニコ生公式特番Vol.5 3周年記念前夜祭（4月5日、ニコニコ生放送）
- 〜ふりかえれ!平成30年史〜（2019年4月22日・4月23日（#5・6）、Yahoo! JAPAN、ゲスト出演）

2021年
- これが世界の選択か！HUMAN vs VTuber #11（8月20日、dTVチャンネル）

2022年
- VTuber 魔法のリムジン Tokyo 1day Trip（4月18日 - 5月2日、Spotify）

### イベント
2018年
- AnimeJapan2018（3月24日・3月25日）
- ニコニコ超会議2018（4月28日・4月29日）
  - 超バーチャルYouTu"BAR（4月28日）

- ミライアカリが決める!新VTuber募集コンテスト（5月2日 - 5月27日、pixiv）
- de:code 2018（5月22日・5月23日、BRAINブース）
- AI Party! 〜Birthday with U〜（6月30日）
- 秋フェス2018秋（10月18日 - 11月18日）
- Mi:Live2018 〜2年目もいきま→しょう!〜（10月27日）
- ニコニコ超パーティー2018（11月3日）
- YouTube FanFest Japan（12月11日 - 12月12日）
- コミックマーケット95（12月29日 - 12月31日）

2019年
- Re:animation 13 in ageHa（1月12日）
- AnimeJapan2019（3月23日・3月24日）
- ニコニコ超会議2019（4月27日・4月28日）
  - バーチャルさんがいっぱい スペシャルバーチャライブ DAY1・DAY2

- バンタン 合同入学式（4月7日、司会）
- DIVE XR FESTIVAL（9月23日）
- FAVRIC（9月29日）

2020年
- 超人女子戦士 ガリベンガーV ヒロイン危機一髪!筋肉&妖怪大進撃!!（2020年3月1日）ライブ配信に変更
- VTuber Fes Japan @ニコニコネット超会議2020（4月18日・4月19日、ニコニコ生放送）

2021年
- Vtuber Fes Japan 2021（1月30日、ニコニコ生放送）
- バーチャルユニットフェス「VILLS」vol.2（3月21日、SPWN）
- Virtual Music Award 2021 SUMMER（7月3日 - 7月4日、ミクチャ）
- TUBEOUT!FES -2021 SUMMER-（8月29日、SPWN）
- バーチャルTIF 2021（10月1日 - 10月3日、フジテレビ）
- SANRIO Virtual FES（12月11日 - 12月12日、サンリオピューロランド）
- TUBEOUT! FES -2021 WINTER-（12月28日、SPWN・Veats SHIBUYA）

2022年
- JM梅田ミュージックフェス（3月12日 - 3月13日、HH cross EVENTS、Za-N）
- ミライアカリVRグリーティング（3月21日、VirtualCast）

- Life Like a Live!3（3月25 - 3月27日、Za-N）[80]
- Vtuber Fes Japan 2022（4月29日 - 4月30日、幕張メッセ）[81]

### ライブイベント
- 2018年10月27日 『Mi:Live2018 〜2年目もいきま→しょう!〜』ニコファーレ[82]
- 2020年10月29日 『Mi:LIVE 2020 AKARI→START』ニコニコ生放送オンラインライブ[83]
- 2021年11月6日　『Mi:LIVE 2021』日清食品 POWER STATION[REBOOT][84]
- 2022年11月26日　『Mi:LIVE 2022 -MIRAI AKARI 5th ANNIVERSARY- バラエティ盛り盛りドッカン祭り！！！！！』109シネマズ木場[85]

### ASMR
- ASMRをしないと出られない部屋 〜ミライアカリ〜（2021年4月27日発売[86]）

## タイアップ
2018年
- ファイブキングダム（8月23日）

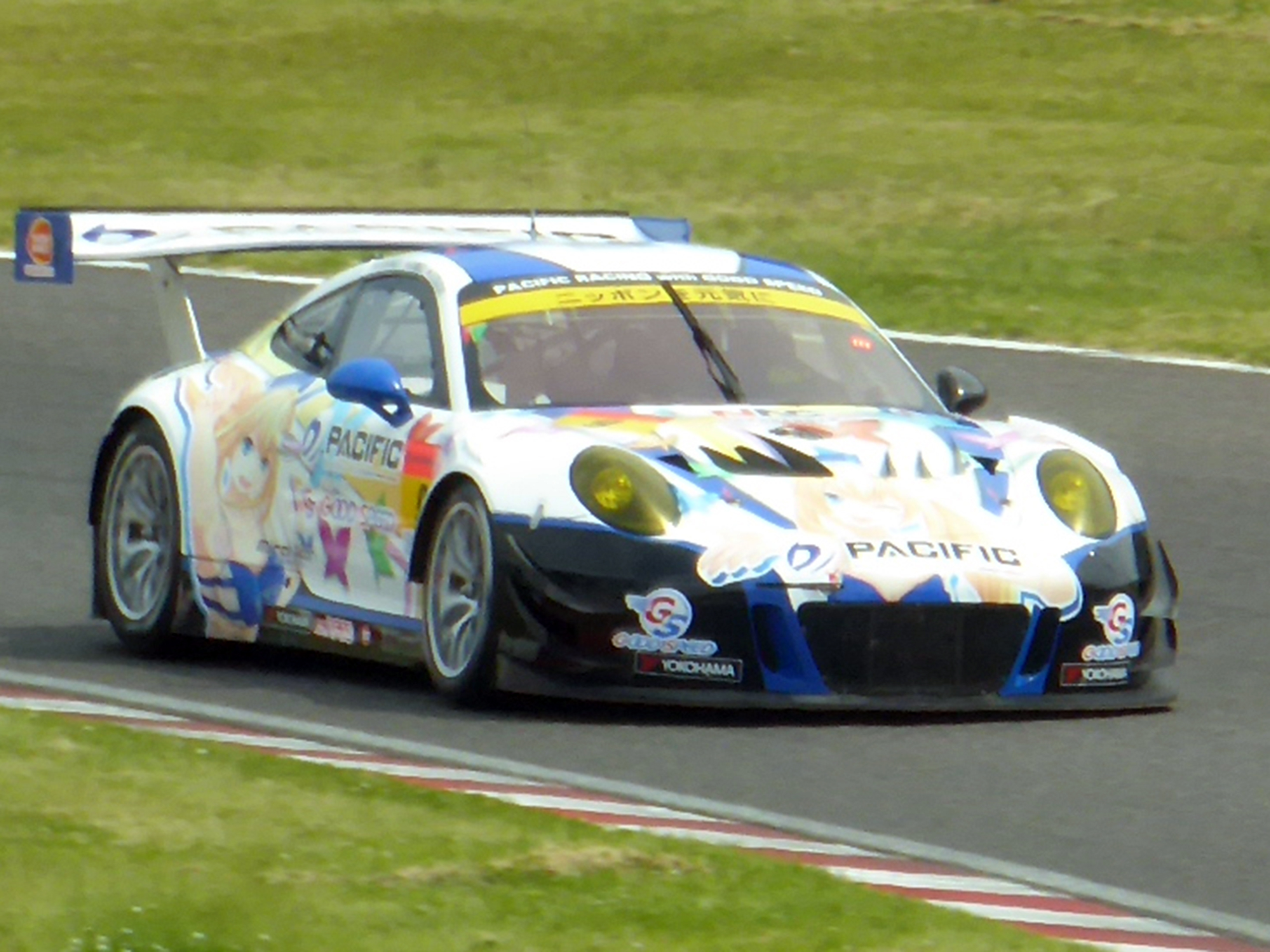
PACIFIC MIRAI AKARI NAC PORSCHE

- 東京ゲームショウ2018（9月20日 - 9月23日）- 公式動画チャンネルオフィシャルバーチャルキャスターに就任。
- flick（12月21日 - 2019年1月21日）

2019年
- PACIFIC RACING TEAM - 2019年のSUPER GTにおいてPACIFIC RACINGとコラボし、GT300クラスに『PACIFIC MIRAI AKARI NAC PORSCHE』として参戦。
- ミラージュ・メモリアル（5月30日 - 6月30日）
- グルーヴコースター ワイワイパーティー!!!!（11月7日 - ）

2022年
- ミライアカリ & ココロヤミ タイアップパーカー（3月15日）

## 書籍
- バーチャルYouTuber ミライアカリ 公式コミックアンソロジー 〜アカリとラブコメしちゃいまーしょう!編〜（監修・協力 - ミライアカリ、出版 - KADOKAWA、2018年7月27日、ISBN 978-4-04-072778-3）[94]
- 週刊ヤングジャンプ No.3（2018年12月20日発売、巻末グラビア）[95]

## ディスコグラフィ

### オリジナル楽曲
| #                                   | タイトル                            | 発売日                              | 規格                                |
| Mirai Akari Project（インディーズ） | Mirai Akari Project（インディーズ） | Mirai Akari Project（インディーズ） | Mirai Akari Project（インディーズ） |
| ----------------------------------- | ----------------------------------- | ----------------------------------- | ----------------------------------- |
| 1st                                 | アクセル                            | 2018年12月31日                      | 音楽配信                            |
| 2nd                                 | ミライトミライ                      | 2019年1月1日                        | 音楽配信                            |
| 3rd                                 | Яebel                               | 2019年3月20日                       | 音楽配信                            |
| 4th                                 | 時空の蜃気楼                        | 2019年6月7日                        | 音楽配信                            |
| 5th                                 | トキメキ☆シャトルラン               | 2019年8月7日                        | 音楽配信                            |
| 6th                                 | シオン                              | 2019年8月8日                        | 音楽配信                            |
| GOOM STUDIO（メジャー）             |                                     |                                     |                                     |
| 1st                                 | Fly to NEW WORLD                    | 2020年9月30日                       | 音楽配信                            |
| 2nd                                 | ILLUMINATE                          | 2021年1月30日                       | 音楽配信                            |
| 3rd                                 | シャイニン!                         | 2021年4月21日                       | 音楽配信                            |
| 4th                                 | 抜け駆けマーメイド                  | 2021年7月21日                       | 音楽配信                            |
| 5th                                 | ミライノセカイ                      | 2021年8月6日                        | 音楽配信                            |
| 6th                                 | Zero                                | 2021年10月27日                      | CD                                  |
| 7th                                 | ありがとうの歌                      | 2021年10月27日                      | CD                                  |
| 8th                                 | Cry to NEW WORLD                    | 2022年1月14日                       | 音楽配信                            |
| 9th                                 | 雨恋い                              | 2022年2月8日                        | 音楽配信                            |

### 参加楽曲
| タイトル                                                       | 歌 | 発売日         | 規格     |
| -------------------------------------------------------------- | --- | -------------- | -------- |
| あいがたりない（feat. 中田ヤスタカ）                           | バーチャルリアル（ミライアカリ、電脳少女シロ、猫宮ひなた、月ノ美兎、田中ヒメ、鈴木ヒナ）                   | 2019年3月6日   | 音楽配信 |
| Bad Apple!! feat. nomico（ミライアカリ Ver.） - GAME EDITION - | ミライアカリ                                                                                               | 2019年10月16日 | CD       |
| Bad Apple!! feat. nomico（ミライアカリ Ver.） - FULL EDITION - | ミライアカリ                                                                                               | 2019年10月16日 | CD       |
| GROOVE LOOP                                                    | DECO*27 feat. 電脳少女シロ、ミライアカリ、月ノ美兎                                                         | 2020年2月14日  | 音楽配信 |
| 青く駆けろ!                                                    | 初音ミク、MEIKO、ミライアカリ、YuNi、富士葵、星乃一歌                                                      | 2020年8月12日  | 音楽配信 |
| e-ma e-ma （全員合唱ver）                                      | 月ノ美兎、ミライアカリ、電脳少女シロ、ときのそら、もこ田めめ、星街すいせい、湊あくあ、花鋏キョウ、音霊魂子 | 2021年12月8日  | CD       |
| e-ma e-ma （ミライアカリ ソロVer.）                            | ミライアカリ                                                                                               | 2021年12月8日  | CD       |

## エイレーン
「MiraiAkari Project」のチャンネルは「アニメ娘エイレーン」のチャンネルの名称を変更したものであり、チャンネル自体は2014年2月28日から運用されている。エイレーンは何でも容赦なくネタにする過激な芸風や下ネタを扱う動画を投稿していた。しかしやりたい動画を作れないとしてバーチャルYouTuber「ミライアカリ」をプロデュース。そのために6000万の借金をしたと本人は語っている。
2018年1月からエイレーンは新たなVTuber「ヨメミ」をプロデュースし、その後は主にヨメミの動画に登場している。

## ピロリンマン
ピロリンマンはミライアカリプロジェクトの編集や企画などを担当する妖精で身長は6cm程度であり片手に持っている星型ステッキで空を飛ぶことができる。ミライアカリ及び仲間内以外の人（ファンであるミライ部など）には姿が見えない。1号（エグゼクティブピロリンマン）から13号まで居るが、3号は欠番であるため人数は合計12人。動画内でカンペを出す形で何度か登場している。基本的に声を出すことはなくカンペなどの文字で喋る。8号以外はイタリア出身でイタリアに行くと声帯が潤って声を出せるようになる。
- 1号 - 企画担当。別名：エグゼクティブピロリンマンでありピロリンマン名義のツイッター（@pirorinman_map）は1号が運用している。ファンからはエグピロの愛称（本人考案）で呼ばれている。飯テロに対し大きな情熱を持っており、ファン考案のミライ部飯テロ部隊を公式化した人物でもある。米かパンどちらが好きと聞かれたときに「麺」と答えるぐらいラーメンが大好き。2号と同居（シェアハウス）している。
- 2号 - 音楽（BGM）・企画担当。ポニテロング。いつも眠そうにしていてアイマスクを常備している。お仕事中は超マジモード。2019年12月27日の生配信にて引退を発表したがその後の生配信で一度だけ姿を見せている。1号と同居（シェアハウス）している。
- 3号 - 欠番。欠番故に情報はほとんど無く、配信でもほとんど触れられていない。
- 4号 - ミライアカリの衣装デザイン担当。美の追求に対する熱量がすごい。手先が器用。サムネイルを担当することもあり自分のサムネイルに自信を持っている。
- 5号 - 現時点では情報なし。
- 6号 - 現時点では情報なし。
- 7号 - ヒラヒラスカートを身に着けている。家が遠く、生配信内では終電に追われることが多々ある。住まいはバーチャル千葉。
- 8号 - ミライアカリの歌とダンスの先生。群馬出身なのでイタリアに行かなくても声を出せる。BL好きの疑惑がある。
- 9号 - 現時点では情報なし。
- 10号 - 現時点では情報なし。
- 11号 - 現時点では情報なし。
- 12号 - 現時点では情報なし。
- 13号 - 企画担当。カースト最下位のピロリンマンでいじられキャラ。鉄っちゃんでレトロ好きの疑惑あり。お肉の中では鶏肉が好き。

## ココロヤミ
ココロヤミは2017年12月21にTwitterにて登場したミライアカリの別人格であり、InstagramやTikTokを中心に活動している。
2022年1月14日以降はGOOM STUDIOのアーティストとしても活動している。
ミライアカリとほとんど同じ見た目だが、髪色や衣装の水色部分が紫色に変わっている。

メジャーデビューと同時に投稿された『Cry to NEW WORLD』は『Fly to NEW WORLD』をベースとしたラップ調の曲であり、TikTokでは楽曲に合わせたラップをメインに投稿している。
また、同日にキービジュアルも公開している。
2022年1月14日にはミライアカリのTwitterアカウントを乗っ取り『#打倒ミライアカリ』を掲げ、楽曲アルバム『ミライアカリ VS ココロヤミ』の発表と宇宙最速サイン会生放送を行った。
しかし、打倒の言葉とは裏腹にTikTokでは仲の良差そうな雰囲気を出している。